# Korea National League
The Korea National League, zwana w skrócie N-League, została założona w 2003 roku. N-League jest drugą w hierarchii - po K-League - klasą ligowych rozgrywek piłkarskich w Korei Południowej. Stanowi pośredni szczebel rozgrywkowy między K-League, a K3 League.

## Mistrzowie N-League
- 2003 – Goyang Kookmin Bank FC
- 2004 – Goyang Kookmin Bank FC
- 2005 – Incheon Korail FC
- 2006 – Goyang Kookmin Bank FC
- 2007 – Ulsan Mipo Dolphin
- 2008 – Ulsan Mipo Dolphin
- 2009 – Gangneung City

## Lista klubów
Od momentu powstania N-League w rozgrywkach wystąpiło 18 drużyn:
- Ansan Hallelujah (od 2003)
- Busan Kyotong (od 2006)
- Changwon City FC (od 2005)
- Cheonan City FC (od 2008)
- Gyeongju Korea Hydro & Nuclear Power FC (od 2003)
- Gangneung City (od 2003)
- Gimhae FC (od 2008)
- Sangmu Phoenix B (2003-2005)
- Goyang Kookmin Bank FC (od 2003)
- Hongcheon Idu FC (od 2007)
- Incheon Korail FC (od 2003)
- Mokpo City FC (od 2010)
- Nowon Hummel FC (od 2003)
- Seoul City FC (2003)
- Suwon City (od 2003)
- Ulsan Mipo Dolphin (od 2003)
- Yesan FC (od 2003)
- Yongin City FC (of 2010)